# Chauve Souris (Mahé)
Chauve Souris (dt.: Fledermaus) ist eine Insel der Republik der Seychellen, nur wenige hundert Meter südwestlich der Hauptinsel Mahé.

## Geographie
Die kleine Granit-Insel am Ausgang der Anse La Mouche ist dicht bewachsen. Sie gehört zum Distrikt Baie Lazare.